# Jmurovo, Mihailov
Jmurovo (în rusă Жмурово) este un sat din raionul Mihailov, regiunea Reazan, Federația Rusă. Este centrul administrativ al așezării rurale Jmurovo.